# Himilcon II
Pour les articles homonymes, voir Himilcon (homonymie).
Himilcon II est un chef militaire carthaginois entre 406 et 396 av. J.-C. Il succède à Hannibal de Giscon qui meurt de la peste. Après son suicide, il est remplacé par Magon le Second.
Il est connu surtout pour la guerre menée en Sicile contre Denys de Syracuse.